# Andrušivka
Andrušivka (in ucraino Андрушівка?; in russo Андрушевка?, Andruševka) è una città ucraina (8 325 abitanti) situata nel distretto di Berdyčiv  nell'oblast' di Žytomyr  Ospita l'amministrazione della comunità territoriale di Andrušivka, una delle comunità territoriali dell'Ucraina.
Fino al 18 luglio 2020 Andrušivka è stato il centro amministrativo del distretto di Andrušivka, abolito come parte della riforma amministrativa dell'Ucraina, che ha ridotto a quattro il numero dei distretti dell'oblast' di Žytomyr. L'area del distretto di Andrušivka è stata fusa nel distretto di Berdyčiv.